# 丘昌泰
丘昌泰（Ted Chang-tay Chiou，1956年－），中華民國公共政策學者，臺灣新竹市客家人，籍貫臺灣新竹市，祖籍廣東省梅州市梅江區西陽鎮白宮，畢業於美國匹茲堡大學及台大雙博士，是少見擁有雙博士學位的臺灣學者，獲頒有《臺灣公共行政終身成就獎》，也是全國內著有最多本專書出版的公共行政系教授，現任國立臺北大學公行系終身特聘教授、國立政治大學行管學程教授、元智大學校友總會顧問，曾任元智大學人文社會學院院長、國立中央大學客家學院院長、考試院考試委員提名審薦委員、中華知識產學合作交流協會理事長、美國耶魯大學訪問學人、國立臺北大學公共事務學院選研中心主任、行政院國科會竹科管理局秘書。

## 政治服務經歷
2014年5月7日，總統府舉行第12屆考試院院長及考試院副院長被提名人記者會，並宣布負責考試院考試委員提名審薦的七人小組，丘昌泰受到馬英九政府提名，成為當中要員，其餘六位成員則包含：副總統吳敦義召集人、許水德副召集人、郭為藩、吳妍華、陳添枝及孫璐西，一直至9月卸任為止。

## 專書著作
- 丘昌泰（2023），《公共行銷管理》，臺北：智勝。
- 丘昌泰（2023），《文化行政與政策》，臺北：巨流。
- 丘昌泰（2023），《公共政策：基礎篇（六版）》，臺北：巨流。
- 丘昌泰（2022），《公共管理（四版）》，臺北：智勝。
- 丘昌泰（2013），《公共管理（三版）》，臺北：智勝。
- 丘昌泰（2013），《公共政策：基礎篇（五版）》，臺北：巨流。
- 丘昌泰（2013），《當代政策科學理論發展之研究》，臺北：巨流。
- 丘昌泰（2011），《臺灣客家》，桂林：廣西師範大學。
- 丘昌泰（2010），《地方政府與自治》，臺北：三民書局。
- 丘昌泰（2010），《公共管理》，臺北：智勝。
- 丘昌泰主編（2009），《地方政府公共管理個案選輯第一輯》，臺北：行政院人事行政局地方行政研習中心。
- 江明修、丘昌泰主編（2009），《客家族群與文化再現》，臺北：智勝。
- 丘昌泰、蕭新煌主編（2007），《客家族群與在地社會》，臺北：智勝。
- 丘昌泰主編（2007），《非營利部門研究：治理、部門互動與社會創新》，臺北：智勝。
- 丘昌泰（2007），《鄰避情結與社區治理》，新北：韋伯。
- 丘昌泰（2007），《地方政府管理》，新北：韋伯。
- 丘昌泰、廖元豪（2003），《建立管制性法規影響分析機制》，臺北：行政院經濟建設委員會。
- 李允傑、丘昌泰（2003），《政策執行與評估》，臺北：元照。
- 丘昌泰、余致力、羅清俊、張四明 （页面存档备份，存于）（2001），《政策分析》，新北：國立空中大學。
- 丘昌泰（2000），《公共管理：理論與實務手冊》，臺北：元照。
- 丘昌泰（2000），《災難管理學（地震篇）》，臺北：元照。
- 丘昌泰（1998），《政策科學之理論與實際：美國與臺灣經驗》，臺北：五南。
- 丘昌泰（1996），《建構利害關係人取向的環境風險政策》，臺北：時英。
- 丘昌泰（1995），《公共政策：當代政策科學理論之研究》，臺北：巨流。
- 丘昌泰（1995），《剖析我國公害糾紛》，臺北：淑馨。
- 丘昌泰（1995），《臺灣環境管制政策》，臺北：淑馨。
- 丘昌泰、朱志宏（1995），《政策規劃》，新北：國立空中大學。
- 黃俊英、廖達祺、吳英明、丘昌泰（1994），《政策諮詢制度之建立與運用》，臺北：行政院研究發展考核委員會。
- 丘昌泰（1993），《美國環境保護政策：環境年代發展經驗的評估》，臺北：臺灣產業服務基金會。